# Dawit Ussupaschwili

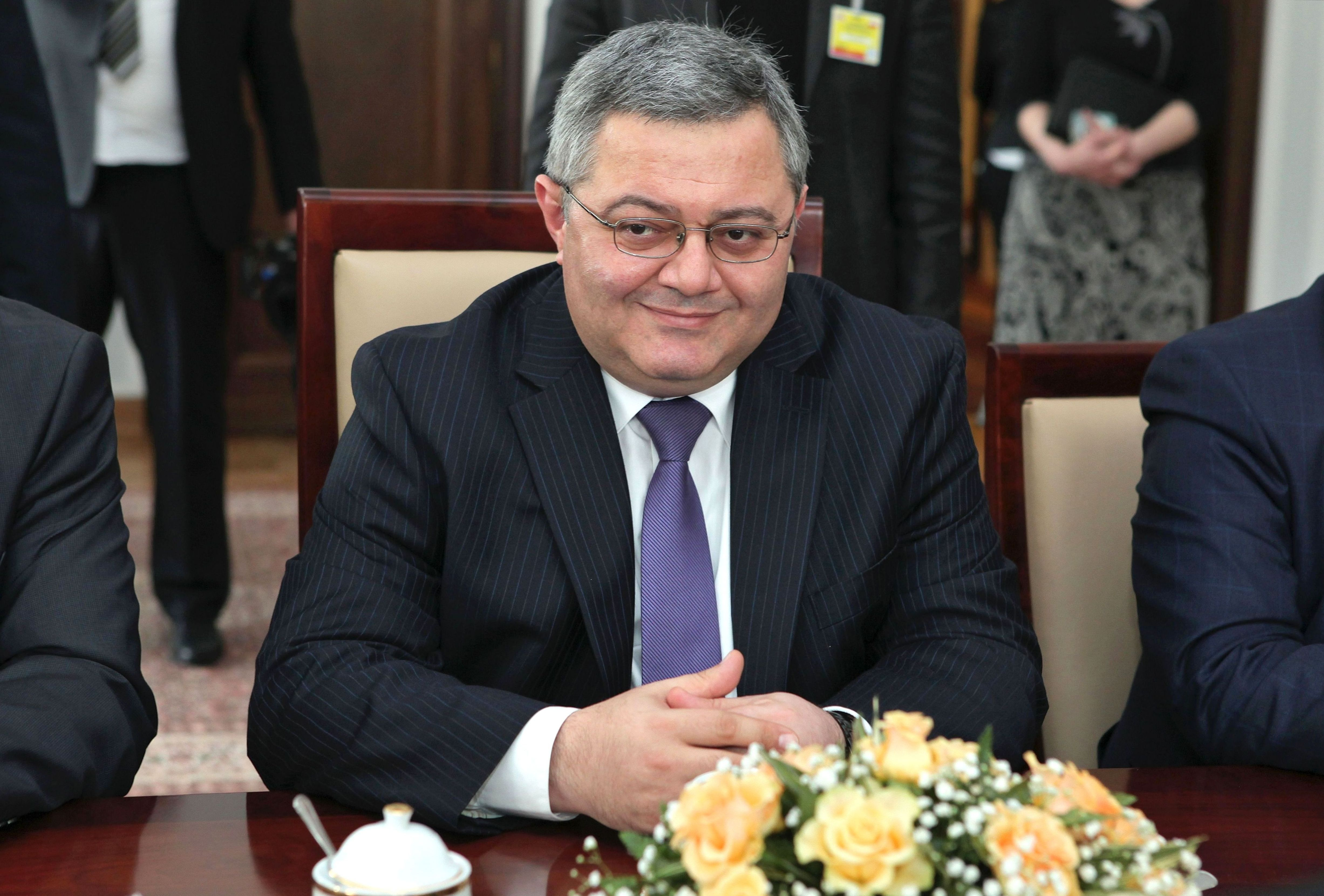
Dawit Ussupaschwili (2013)

Dawit Ussupaschwili (georgisch დავით უსუფაშვილი; auch David Usupaschwili; * 5. März 1968 in Magharo (heute: Munizipalität Sighnaghi), Georgische SSR) ist ein georgischer Rechtsanwalt und Politiker. Er war von 2005 bis 2013 Vorsitzender der Republikanischen Partei Georgiens und von 2012 bis 2016 Präsident des georgischen Parlaments.

## Leben
1992 schloss er ein rechtswissenschaftliches Studium an der Staatlichen Universität Tiflis ab. 1999 erwarb er an der Duke University den Magistergrad in internationaler Entwicklungspolitik.
Als Rechtsberater des Georgischen Staatsrates war er von 1993 bis 1995 am Entwurf der georgischen Verfassung beteiligt. 1994 wurde er Mitbegründer und Gründungsvorsitzender der Vereinigung junger Rechtsanwälte Georgiens, einer zivilgesellschaftlichen Organisation, die Menschenrechte und Rechtsstaat in Georgien durchsetzen will. 2003 beteiligte er sich aktiv an der Rosenrevolution.
2011 schloss sich Ussupaschwili mit der Republikanischen Partei dem Parteienbündnis Georgischer Traum um den Milliardär Bidsina Iwanischwili an. Nach dem Wahlsieg des Bündnisses bei der Parlamentswahl 2012 wurde Ussupaschwili am 21. Oktober 2012 zum georgischen Parlamentspräsidenten gewählt. Zur Wahl 2016 trat die Republikanische Partei eigenständig an und verfehlte den Wiedereinzug ins Parlament, womit Ussupaschwili sein Mandat verlor. 2017 trat er aus der Republikanischen Partei aus und gründete die „Entwicklungsbewegung“, die 2019 in der Partei Lelo für Georgien aufging. Bei der Präsidentschaftswahl 2018 erreichte er mit 2,3 Prozent den fünften Platz.
Über die Liste von Lelo erreichte er 2020 erneut ein Abgeordnetenmandat.
Er ist mit der Rechtswissenschaftlerin Tinatin Chidascheli verheiratet, die ebenfalls der Vereinigung Junger Rechtsanwälte, der Republikanischen Partei und dem georgischen Parlament angehörte.